# サウスゲイト駅
座標: 北緯51度37分57秒 西経0度07分41秒 / 北緯51.63250度 西経0.12806度
サウスゲイト駅（サウスゲイトえき、英語: Southgate tube station）は、ロンドン地下鉄のピカデリー線の駅である。1933年3月13日に開設。ロンドン北のインフィールド・ロンドン特別区のサウスゲイトに位置している。